# 人民共和国

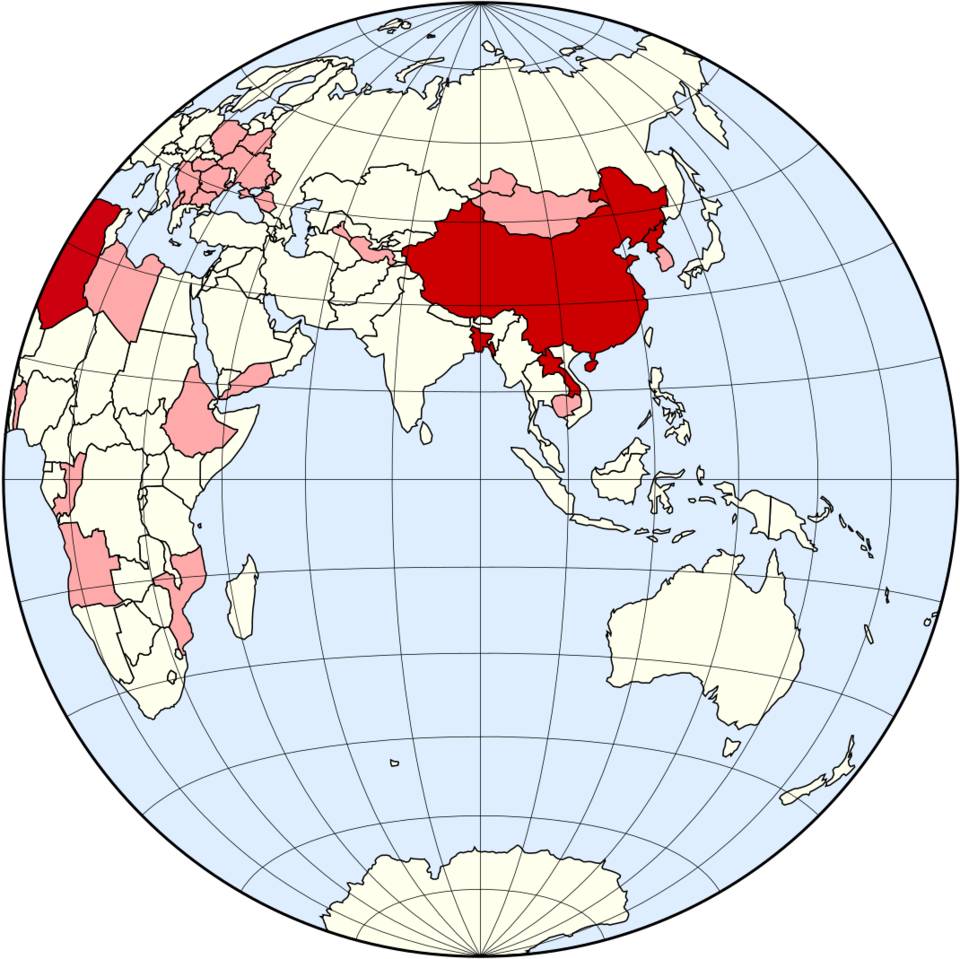
人民共和国（People's Republic）を称する、あるいは過去に称した国々
人民共和国を称する国
かつて人民共和国を称した国

人民共和国（じんみんきょうわこく、英: People's Republic、仏: République populaire、露: Народная Республика転記:Narodnaya Respublika）とは、国号に用いる政体を表す言葉であり、社会主義国の一種でもある。現在においては、中華人民共和国・北朝鮮・ラオス・アルジェリア・バングラデシュが用いている。
民主主義国家と社会主義共和国の間の移行体制とされ、立法や行政制度は議院内閣制にする。形式的に野党が存在しているが、事実上は政権交代が無いため、与党が共産党に限定されるヘゲモニー政党制の国家である。

## 名称
暴力革命でブルジョワジーを排除した、階級的独裁（プロレタリア執権）を意味する人民民主主義独裁の共和国という意味である。
現在の共和国の英語republicの語源は、ラテン語の"res publica"であり、これは「人民のもの」を意味している。マルクス・レーニン主義を指導思想とする人民共和国は、ある意味二重表現とも言える。

## 類義語
社会主義国・社会主義共和国とは類義語である。
社会主義共和国と人民共和国の違いは、最終的ゴールにある。共産主義社会を目指すのが社会主義共和国であり、社会主義社会を目指すのが人民共和国である。つまり、人民共和国は他の主義や価値観から離脱したばかりの状態、「社会主義共和国になる前の国号」のこと。
また、社会主義国は「自国を社会主義と標榜する全ての国」であり、人民共和国も社会主義共和国も、社会主義国の陣営とみられる。

## マルクス・レーニン主義諸国
この用語を使用する動機は、マルクス・レーニン主義者は人民一般の利益のための統治を行なう、即ち、マルクス・レーニン主義者の共和国は「人民の共和国」であるという主張にある。この用語は、18世紀から19世紀における政治学・憲法学上の国民主権論において議論された、ナシオン主権（souveraineté nationale、国民主権）論とプープル主権（souveraineté du peuple、人民主権）論の二者の対立の影響がかいま見える。

### 人民共和国を称する国
- 中華人民共和国
マスメディアや現代政治学者が、単に「人民共和国（People's Republic）」と言う場合は、中華人民共和国（1949年～現在）を指していることがある。特に中央政府の台湾島移転後の中華民国（1949年 - 現在）と対比する場合、英文のニュースなどでは、中華人民共和国を略して"The People's Republic"と呼ぶ。但し、現代の日本（日本国。1952年 - 現在）では、このような政体による使い分けは稀であり、多くの場合、「中国」は中国大陸を実効支配している中華人民共和国を指しており、国共内戦後の中華民国については「台湾」というように地理的名称を用いて区別している。
- 朝鮮民主主義人民共和国
- ラオス人民民主共和国

### かつて人民共和国を称した国
以下の国は、マルクス・レーニン主義の下、かつて「人民共和国」を称したが、現在は消滅している。
- アジア
  -  イエメン人民民主共和国（南イエメン：1967年-1970年）
  -  カンプチア人民共和国（1979年-1989年）
  -  モンゴル人民共和国（1924年-1992年）
  -    トゥヴァ人民共和国（1921年-1944年）
  -  ブハラ人民ソビエト共和国（1920年-1924年）
  -  内モンゴル人民共和国（1945年）
- アフリカ
  -  アンゴラ人民共和国（1975年-1992年）
  -   エチオピア人民民主共和国（1987年-1991年）
  -  ギニア人民革命共和国
  -  コンゴ人民共和国（1970年-1992年）
  -  ベナン人民共和国（1975年-1990年）
  -    モザンビーク人民共和国（1975年-1990年）
- ヨーロッパ
  -  アルバニア人民共和国（1946年-1976年）、アルバニア社会主義人民共和国（1976年-1992年）
  -  ウクライナ人民共和国 (ソビエト派)（1917年-1918年）
  -    ハンガリー人民共和国（1949年-1989年）
  -     ブルガリア人民共和国（1946年-1990年）
  -  ポーランド人民共和国（1952年-1989年）
  -    ルーマニア人民共和国（1947年-1965年）。 ルーマニア社会主義共和国に改称（-1989年）
  -  ユーゴスラビア連邦人民共和国 （1946年-1963年）。ユーゴスラビア社会主義連邦共和国に改称（-1992年）
    -  クロアチア人民共和国（1946年-1963年　クロアチア社会主義共和国に改称（-1991年）
    -  スロベニア人民共和国（1946年-1963年）。スロベニア社会主義共和国に改称（-1990年）
    -  セルビア人民共和国（1946年-1963年）。セルビア社会主義共和国に改称（-1990年）
    -  ボスニア・ヘルツェゴビナ人民共和国（1946年-1963年）。ボスニア・ヘルツェゴビナ社会主義共和国に改称（-1990年）
    -  マケドニア人民共和国（1944年-1963年）。マケドニア社会主義共和国に改称（-1991年）
    -  モンテネグロ人民共和国（1946年-1963年）。モンテネグロ社会主義共和国に改称（-1992年）

## マルクス・レーニン主義以外の国
「人民共和国」の他、マルクス・レーニン主義諸国に用いられた政体称として、「民主主義共和国」（例：ドイツ民主共和国、ユーゴスラビア民主連邦（1943年 - 1946年））と「社会主義共和国」（例：ベトナム社会主義共和国、チェコスロバキア社会主義共和国、ルーマニア社会主義共和国）がある。
しかしながら、民主主義や社会主義や人民政治といった政体称は、マルクス・レーニン主義者ではなくとも用いる一般的な政治用語であり、従って、これらを標榜しているからといって、その政府がマルクス・レーニン主義の政府であることを必ずしも意味しない（例：ウクライナ人民共和国）。
現時点で、マルクス・レーニン主義ではないが「人民共和国」（People's Republic）の称を用いている国として、以下の2カ国がある。
- アルジェリア民主人民共和国
- バングラデシュ人民共和国

2014年ウクライナ騒乱の最中に建国を宣言した ドネツク人民共和国や ルガンスク人民共和国もこの範疇に含まれ、国際社会からは独立を承認されていなかったが、2022年2月にロシア連邦が両人民共和国を国家と承認し、同年10月には併合手続きを完了した。
以下は、かつてマルクス・レーニン主義の以外で「人民共和国」を称した国であるが、現在は消滅している。
- ウクライナ人民共和国（1917年-1919年）
- ベラルーシ人民共和国（1918年-1919年）
- 西ウクライナ人民共和国（1918年-1919年）
- 朝鮮人民共和国（1945年）
- 大リビア・アラブ社会主義人民ジャマーヒリーヤ国（1977年-2011年）

また、実際に国家建設の構想がされたこともある。
- 日本人民共和国…1946年、日本共産党 による 「日本人民共和国憲法草案」。一党独裁等の内容は書かれていない。